# کاخ جوانان
کاخ جوانان مکان‌هایی فرهنگی، هنری و آموزشی در ایران بود که برای پر کردن اوقات فراغت جوانان از سال ۱۳۴۵ در تهران و در بعضی مراکز استان‌ها و شهرستان‌ها ساخته شدند. هدف این مراکز «ترقی سطح اخلاق جوانان کشور»، و هدایت‌شان به «اجتماعی که فقط پاکدامنی و انسانیت و شاه‌دوستی و بشردوستی و میهن‌پرستی در آنجا اساس زندگی است» اعلام شده بود.

## پیشینه

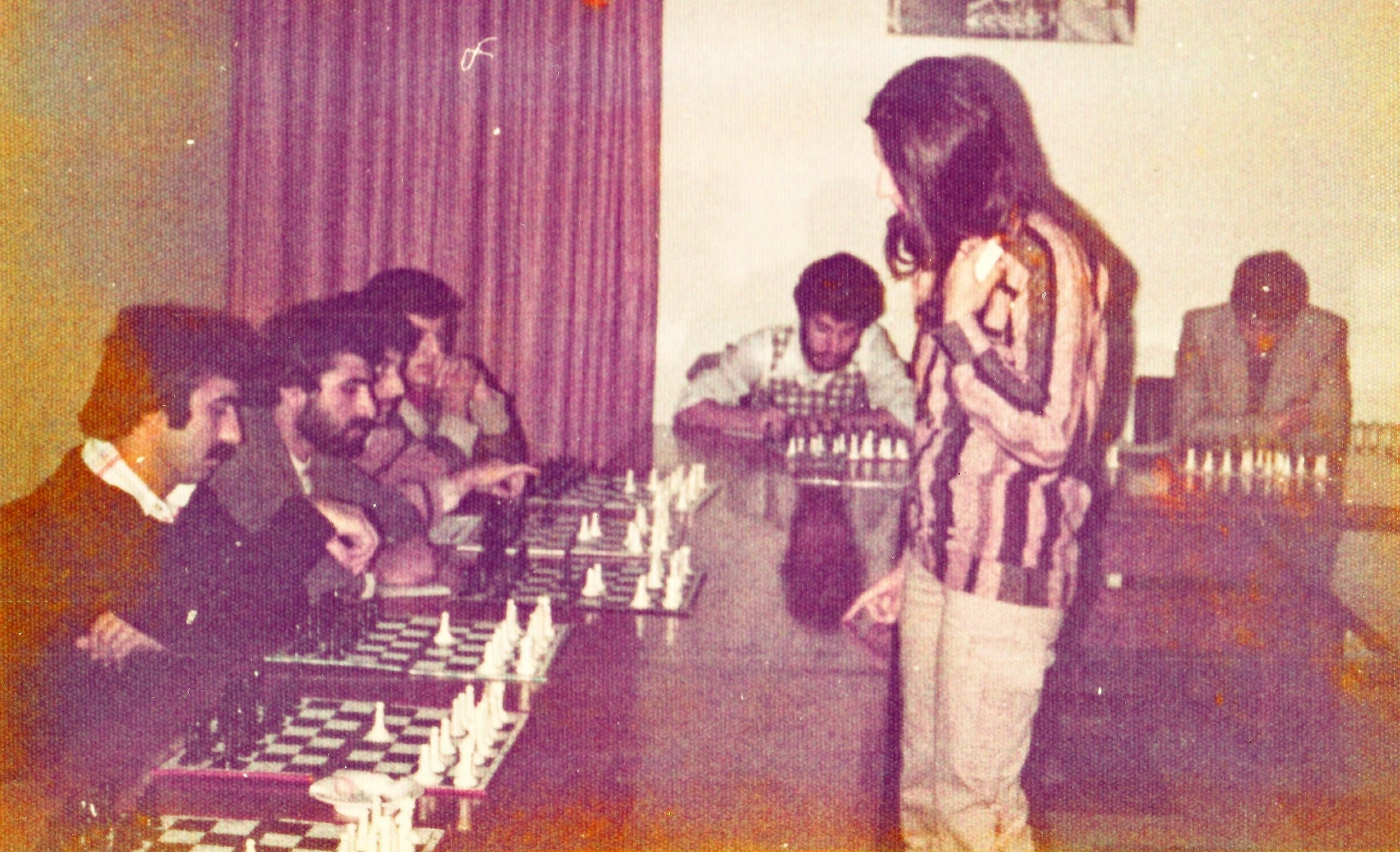
رقابت شطرنج شکوه سروش آذر در بازی همزمان (سیمولتانه) در کاخ جوانان تهران

در دورهٔ نخست‌وزیری علی امینی در ۱۳۴۰ سازمانی به‌نام «سازمان رهبری جوانان» تأسیس شده بود که در زمینه‌های مختلفی چون ورزش، سخنرانی، تئاتر، موسیقی و البته به جز مسائل سیاسی، به مدت چهار سال فعالیت کرد و به دلیل عدم استقبال مناسب از سوی جوانان به باشگاهی ورزشی تبدیل گردید.
بعدها مسئولان متوجه شدند در برخی از کشورها خانه‌هایی به نام خانهٔ جوانان برپا شده بود که در جذب جوانان و گذراندن اوقات فراغت آنان موفقیت‌هایی داشتند.
در این خانه‌ها معمولاً زبان‌های انگلیسی، فرانسه، آلمانی و زبان کشور مربوط آموزش داده می‌شد و امکاناتی چون سالن‌های ورزشی، اتاق‌های سرگرمی، کلاس‌های آموزشی و سالن‌های غذاخوری پیش‌بینی شده بود.
خانه‌های جوانان کشورهای مختلف دنیا با هم مرتبط بود و مرکز آن در کپنهاگ قرار داشت.
جوانان برای استفاده از این خانه‌ها در نقاط مختلف جهان به عضویت خانهٔ جوان کشور خود درمی‌آمدند.
استرالیا، اتریش، بلژیک، کانادا، دانمارک، مصر، انگلستان، ایرلند، فنلاند، فرانسه، آلمان، یونان، ایسلند، هندوستان، فلسطین، ایتالیا، ژاپن، لوکزامبورگ، مراکش، هلند، اسکاتلند، ونزوئلا، نروژ، پاکستان، لهستان، پرتغال، اسپانیا، سوئد، سوئیس، تونس، آمریکا، اروگوئه و تایلند خانهٔ جوانان داشتند.
در آمریکا، انجمن یا سازمان جوانان وابسته به Y.M.C.A متعلق به جوانان مسیحی بیشترین نقش را در جذب نسل جوان به عهده داشت. این انجمن شعباتی نیز در برخی از کشورها تأسیس کرده بود و کمیته‌های مختلفی با وظایفی مشخص و معین فعالیت می‌کردند. کمیتهٔ مدیران شعب، کمیتهٔ اداری، کمیتهٔ ارتباطات و خدمات جهانی و کمیتهٔ روابط بین‌المللی از آن جمله بود.

## اولین کاخ جوانان
ساخت اولین شعبهٔ کاخ جوانان در جادهٔ شمیران، بالاتر از سه‌راه ضرابخانه، با صرف ده میلیون تومان هزینه، در زمینی به مساحت هشت هزار متر مربع به‌مدت هفت ماه طول کشید و در ۴ آبان ۱۳۴۵ به‌دست محمدرضا شاه پهلوی افتتاح گردید. سپس ساختمان دیگری در ضلع غربی آن با ده هزار متر مربع فضا ضمیمهٔ این مرکز شد.
اساسنامه‌ای بدین منظور تهیه شد و به ثبت رسید و هیئت مدیره‌ای از سوی امیرعباس هویدا نخست‌وزیر وقت انتخاب شد که اعضای هیئت مدیرهٔ انتخابی غلامرضا نیک‌پی، پروین ثابتی، محمدرضا گودرزی، منوچهر پیروز، احمد کاشفی، فتح‌الله ستوده و نردین امیرطهماسب بودند.

## اساسنامهٔ کاخ
اساسنامهٔ کاخ جوانان در ۲۶ ماده و ۱۴ تبصره در نخستین جلسهٔ مجمع عمومی در ۱۵ مهر ۱۳۴۶ تصویب شد:
هدف: مادهٔ ۱ به منظور ایجاد محیط مناسب برای پرورش ذوق و استعداد و نیروی فکری جوانان کشور کاخ جوانان تأسیس می‌شود.
مرکز و شعب: مادهٔ ۲ کاخ جوانان دارای شخصیت حقوقی است. مرکز آن در تهران و مدت آن نامحدود است.
عضویت: مادهٔ ۳ کلیهٔ جوانان کشور حق استفاده از امکانات کاخ را با رعایت شرایط زیر دارا می‌باشند ولی عضویت آنان طبق مادهٔ بعد خواهد بود. الف، سن بین ۲۰ تا ۳۰ سال، ب، تحصیلات بیش از دیپلم. حق عضویت: ماهیانه پنجاه ریال
کاخ جوانان از ابتدای تأسیس سه رویه در پیش گرفت:
۱- استفاده از اعضا برای ادارهٔ امور کاخ در زمینه‌های ستادی و اجرایی. ۲- آشنا کردن جوانان با وظایف اجتماعی و پیشرفت‌های مملکتی. ۳- تهیه و تدارک فعالیت‌های تفریحی برای جوانان.
مسئولان و دست‌اندرکاران کاخ جوانان در تبلیغات خود برای جذب جوانان به کاخ‌ها اعلام کردند که بی‌توجهی و سهل‌انگاری به خواسته‌های جوانان، عاملی مهم در سرگردانی و هیچ و پوچ خواندن خواسته‌های آنان است و توجه به این خواسته‌ها باید مستمر و مداوم ادامه یابد.
کاخ جوانان با خصوصیات گوناگونی که دارد به خوبی می‌تواند به این خواسته‌ها و نظریات جوانان توجه کند. جوانان با هر نوع ذوق و علاقه و خصوصیات فکری می‌توانند در یکی از گروه‌های کاخ جوانان به فعالیت بپردازند.
در نظر آنان، ایجاد تحرک و پرورش ذوق و تشویق جوان‌ها می‌توانست پایان‌بخش اغلب مشکلات و مسائل گریبانگیر جوانان باشد. پس ایجاد کاخ جوانان نه تنها جوانان را از سرگردانی و پوچی و هیپی‌گری و مهاجرت می‌رهاند بلکه خود عاملی مهم و اساسی در پرورش و تربیت ذوق و استعدادهای شگرف جوانان می‌بود.

## گروه‌های تشکیل شده در کاخ
گروه‌ها و رشته‌های مختلفی در کاخ جوانان تشکیل گردید و در دل هر گروهی نیز کمیته‌هایی با وظایف مشخص پدید آمد:
- گروه دوستداران کتاب :الف) کمیتهٔ شناسایی کتاب ب) کمیتهٔ همکاری با کتابخانه و کتابداری.
- گروه پزشکی: الف) بهداشت، ب) امداد فوری، ج) کنفرانس‌های پزشکی.
- گروه تحقیقات و بررسی‌های علمی: الف) بررسی و تحقیق در مسائل اجتماعی جوانان، ب) علوم فنی و صنعتی، ج) رهبری و آموزش، د) آمار، ه) سمینارها و بازدیدهای علمی و اجتماعی.
- گروه ورزشی با چهارده کمیته در رشته‌های مختلف ورزشی.
- گروه فعالیت‌های اجتماعی: الف) تعاون، ب) امداد اجتماعی.
- گروه روابط عمومی: الف) انتشارات و تبلیغات، ب) اردوها و گردش‌های دسته‌جمعی.
- گروه هنری با سه کمیتهٔ سینما و عکاسی و فیلمبرداری، هنرهای نمایشی و تزیینی و تئاتر.
- گروه ادبی با سه کمیتهٔ شعر و نویسندگی، ادبیات خارجی، سخنوری.
- گروه موسیقی با چهار کمیتهٔ موسیقی کلاسیک، موسیقی ملی، موسیقی جاز، کمیتهٔ برنامه‌ها.
- گروه تشریفات.
- گروه روابط بین‌الملل.
- گروه هماهنگی.

## شعب کاخ

#### شعبه مرکزی
روبه‌روی حسینیه ارشاد قرار داشت. در بنای آن کتابخانه، سینما، کافه تریا، اتاق‌های شطرنج، موسیقی و بیلیارد تعبیه شده بود. در حیاط آن نیز یک حوض شنا برای دختران و پسران ساخته شد. تالار اجتماعات آن گنجایش ۳۵۰ نفر را داشت و هر روز برنامه‌هایی از قبیل نمایش فیلم، تئاتر، کنسرت و سخنرانی در آن به اجرا درمی‌آمد.
اکنون، شعبهٔ نخست کاخ جوانان «کانون فرهنگی و تربیتی شهید مفتح» نامیده می‌شود.
شعب جنوبی و غربی:
تأسیس ۱۳۴۷: شعبهٔ غربی در منطقهٔ سلسبیل و شعبهٔ جنوبی در راه‌آهن قرار داشت و هر دوشنبه تقریباً از امکاناتی مشابه امکانات شعبهٔ مرکزی برخوردار بودند. محل کاخ جنوبی پیش از آن از مراکز آلونک‌نشین تهران بود که ساکنان آن به کوی نهم آبان انتقال یافتند. در جریان ایجاد و افتتاح شعب جنوبی و غربی، مسئولان کاخ اعلام کردند به منظور به وجود آوردن محیط مناسب برای پرورش ذوق و استعداد و نیروی فکری جوانان شهرستانی قرار است در شهرستان‌ها نیز شعب کاخ جوانان تأسیس شود.
شعبهٔ تبریز: شعبهٔ کاخ جوانان تبریز در ۳۰ آذر ۱۳۴۷ افتتاح گردید. ۳۶ کاخ جوانان تبریز در کنار شهر و در زمینی به مساحت ۳۵۰۰ متر مربع احداث شد و ساختمان آن از یک سالن کنفرانس و چند سالن مخصوص نمایش، مطالعه، غذاخوری، شطرنج، کتابخانه و ورزش تشکیل یافته و گنجایش پانصد عضو را داشت. مخارج احداث کاخ مزبور نیز از محل اعتبارات عمرانی کشور پرداخت شده بود.
شعبهٔ رشت: ساختمان کاخ جوانان شعبهٔ رشت در ۱۰ مهر ۱۳۴۸ اندکی پس از برگزاری مجمع عمومی سالیانهٔ مسئولان کاخ افتتاح شد و به عضوگیری پرداخت. این ساختمان در زمینی بسیار وسیع و با امکاناتی چون سالن‌های ورزشی، کتابخانه، کافه تریا، اتاق‌های شطرنج و موسیقی و استخرهای شنا ساخته شد و در طول چند سال فعالیت خود از جمله شعبات پر رونق و فعال کاخ جوانان به‌شمار می‌رفت.
شعبهٔ رضائیه: این شعبه در ۱۰ اسفند ۱۳۴۸ افتتاح شد و فعالیت خود را با عضوگیری از جوانان ارومیه آغاز کرد. این مرکز در زمینی به نسبت بزرگ، علاوه بر کتابخانه، اتاق کنفرانس، کافه تریا، سالن ورزشی، اتاق نقاشی، تالار اجتماعات، زمین تنیس، والیبال، بسکتبال و استخر شنا داشت.
شعبهٔ کرمان: کاخ جوانان شعبهٔ کرمان در سالروز انقلاب سفید شاه و ملت در ۱۳۴۹ افتتاح گردید. کاخ مزبور دارای خوابگاه پسران با گنجایش دویست دانشجو، کتابخانه، زمین‌های ورزشی، استخر شنا و خوابگاه دختران بود.
شعبهٔ ساری: این شعبه در ۱۳ اردیبهشت ۱۳۵۰ با حضور غلامرضا نیک‌پی افتتاح و آغاز به کار کرد. بنای کاخ در یکی از بهترین و خوش آب و هواترین نقاط شهر ساری ساخته شد و بیش از ۵۳۰۰ متر مربع مساحت و ۱۳۰۰ متر مربع زیربنا داشت و امکاناتی چون سالن کنفرانس، اتاق‌های اداری، سالن ورزشی، اتاق امداد، فروشگاه تعاونی، تالار اجتماعات، تریا و رستوران، اتاق شطرنج و … در آن تعبیه شده بود.
شعبهٔ اصفهان: نهمین شعبهٔ کاخ جوانان ایران در ۴ بهمن ۱۳۵۱ توسط فاطمه پهلوی در اصفهان افتتاح گردید. ساختمان کاخ مزبور در خیابان کمال اسماعیل در ساحل زاینده‌رود توسط اداره کل آبادانی و مسکن استان اصفهان در ۲۶ هزار متر مربع ساخته شد و امکاناتی چون کتابخانه، سالن کنفرانس، سالن ورزشی، سلف سرویس، سالن نمایش، کارهای دستی، اتاق امدادی، فروشگاه تعاونی، تالار اجتماعات، استخر و کافه تریا در آن تعبیه شده بود.
شعبهٔ پارک فرح‌آباد: در ۲۵ شهریور ۱۳۵۲ همزمان با آغاز سی و سومین سال سلطنت محمدرضا شاه پهلوی توسط خود او کاخ جوانان شعبهٔ پارک فرح‌آباد افتتاح گردید. کاخ جوانان فرح‌آباد به مساحت ۱۲۰۰ متر دارای زمین فوتبال، والیبال، بسکتبال، استخر شنای بزرگسالان و خردسالان، تالار اجتماعات، اتاق شطرنج و کتابخانه بود.
شعبهٔ مهر: در ۴ آبان ۱۳۵۳ کاخ جوانان مهر در تهران افتتاح شد. این کاخ در خیابان قلعه‌مرغی، خیابان فلاح، میدان فلاح قرار داشت و یکی از چند شعبه‌ای بود که در جنوب تهران و در مناطق پرجمعیت ساخته می‌شد. امکانات آن نیز شامل کتابخانه، اتاق شطرنج، زمین‌های فوتبال، والیبال و بسکتبال، استخر شنا، کافه تریا و سالن اجتماعات بود.
شعبهٔ سنندج: کاخ جوانان شعبهٔ سنندج در ۳۰ بهمن ۱۳۵۴ افتتاح شد. این کاخ در زمینی به مساحت حدود پنج هزار متر مربع و با زیربنایی در حدود دو هزار متر مربع احداث گردید و امکاناتی چون تالار اجتماعات، کافه تریا، سالن شطرنج، سالن پینگ پنگ، سالن کنفرانس و اتاق‌های امداد و اداری داشت.
شعبهٔ ری: این شعبه در ۱ دی ۱۳۵۳ افتتاح گردید و همانند شعبات دیگر برای استفادهٔ اعضا به امکاناتی چون کتابخانه، سالن‌های مختلف ورزشی، اتاق شطرنج، اتاق امداد، تالار اجتماعات و استخرهای شنا مجهز بود.
شعبهٔ کرمانشاه: عملیات ساخت این شعبه در مراسمی با حضور استاندار کرمانشاه در سال ۱۳۵۶ آغاز شد.
علاوه بر شعبات ذکر شده، دو شبانه‌روزی دختران و پسران در خیابان پهلوی تهران و یک شبانه‌روزی در کرمان از مراکز مربوط به کاخ جوانان به‌شمار می‌رفت. در شبانه‌روزی‌های یادشده دانشجویان دختر و پسر شهرستانی اسکان می‌یافتند و از امکانات آن بهره می‌بردند.

## انتقادات
جمیز بیل، استادیار گروه حکومت در دانشگاه تگزاس، در توصیف کاخ مرکزی چنین می‌نویسد: «کاخ جوانان پر زرق و برقی که در آن یک استخر شنا و شیرجه با استاندارد المپیک و آب گرم، یک تالار نمایش ۲۵۰ نفره، تهویه مطبوع با معماری فاخر مرمرین ساخته شده است و محل آن در شمال تهران و مشخصاً در محل سابق باشگاه سازمان امنیت است.» به اعتقاد وی، افتتاح اولین شعبه از کاخ در شمال تهران، در خدمت طبقات مرفه و متمول شهر قرار گرفت و انتقادهایی را نیز در پی داشت و مسئولان و مقامات مملکتی در پاسخ به چنین انتقادهایی شعبه‌های دیگری از کاخ را در پایین شهر و در محلات متوسط و فقیرنشین شهر احداث کردند.
مطالعه و بررسی کارنامهٔ فعالیت‌های ده ساله کاخ جوانان نشان می‌دهد که هدف اصلی آن‌ها از ایجاد کاخ جوانان، جذب دانشجویان و جوانان طبقات متوسط و فقیر جامعه بوده است و این نتیجه با آنچه که جیمز بیل به آن رسیده است تناقض دارد.
از نظر آماری نیز جمعیت زیادی را از طبقات متوسط به پایین به خود اختصاص داده بودند. اگرچه اولین کاخ (کاخ مرکزی) در بالای شهر احداث گردید، اما به غیر از آن، محل کاخ‌های دیگر در پایین و حاشیه شهر تهران بوده است و این امر نشان می‌دهد که اگر مسئولان دراندیشهٔ جذب دانشجویان طبقات مرفه بودند دیگر کاخ‌ها را نیز در محلات مرفه‌نشین احداث می‌کردند که در عمل چنین نبود.

## نحوهٔ اداره
تشکیلات کاخ جوانان عبارت بود از هیئت مدیره، هیئت عامل و گروه‌های یازده‌گانه. هیئت مدیره مسئول تصویب برنامه‌ها، بودجه و بیلان کارها بود و نظارت کامل بر سیاست عمومی کاخ، کلیه فعالیت‌ها و برنامه‌ها و بالاخره توسعه و پیشرفت شعب کاخ را برعهده داشت. هیئت مدیره متشکل از یازده عضو بود که شش عضو آن از سوی نخست‌وزیر و پنج عضو دیگر از سوی مجمع عمومی که مهرماه هر سال برگزار می‌شد برای مدت یک سال انتخاب می‌شدند. هیئت عامل هم مرکب از پنج نفر بود که از سوی هیئت مدیره و برای مدت یک سال انتخاب می‌شدند
و وظیفه آن‌ها انجام امور اجرایی و تنظیم و نظارت بر برنامه‌های کاخ بود. گروه‌های یازده‌گانه نیز که واحدهای اجتماعی کاخ به‌شمار می‌رفتند دارای یک مشاور، یک رئیس، یک نایب رئیس، یک خزانه دار و یک دبیر بود و کمیته‌های هر یک از گروه‌ها نیز یک نایب رئیس و یک دبیر داشت. مشاوران گروه‌ها به وسیلهٔ هیئت عامل منصوب و هیئت رئیسهٔ گروه‌ها و کمیته‌ها نیز توسط اعضا و در جلسات همگانی انتخاب می‌شدند. با آنکه برای ادارهٔ کاخ‌ها اساسنامه‌ای تصویب شده بود و مسئولان کاخ از شرکت دادن جوانان در رده‌های بالای مسئولیتی و سپردن کارها به خودشان دم می‌زدند، اما مطالعه نحوه اداره کاخ و نحوه انتخاب مدیران و عاملان آن نشان می‌دهد که بسیاری از مسئولیت‌های حساس و کلیدی کاخ‌های جوانان انتصابی بوده است.

## دوهفته‌نامهٔ کاخ جوانان
در ۱۳۴۷ حدود دو سال پس از فعالیت شعب کاخ جوانان مسئولان کاخ بر آن شدند تا اخبار برنامه‌ها و فعالیت‌های کاخ‌ها را در نشریه‌ای به همین نام منتشر سازند. پس اولین شمارهٔ دو هفتگی کاخ جوانان در مهر ۱۳۴۷ بلافاصله پس از برگزاری مجمع عمومی سالیانه به صورت ویژه‌نامه پا به عرصهٔ مطبوعات گذارد. این نشریه در سال‌های اول به صورت نامنظم و در قالب ویژه‌نامه انتشار می‌یافت و مدتی نیز به‌طور مرتب هر دو هفته یک بار منتشر می‌شد. کاخ جوانان زیر نظر روابط عمومی، با مسئولیت مهدی نواب بوشهری و سردبیری داریوش اژدری به چاپ می‌رسید.
مشی کاخ جوانان علمی، خبری و اجتماعی بود که فقط اخبار و مطالب داخلی کاخ‌های جوانان کشور را منتشر و منعکس می‌کرد و در ماه‌های مهر و نوروز هر سال نیز به صورت ویژه‌نامه منتشر می‌شد.

## سرانجام
با اوج‌گیری مبارزات مردمی علیه رژیم و بروز درگیری‌ها و خشونت‌ها بین مردم و عوامل انتظامی رژیم، کاخ‌های جوانان از جمله مراکز مورد حملهٔ مردم بود و بسیاری از ساختمان‌های آن در آتش خشم انقلابی مردم سوخت. در بهمن ۱۳۵۷ کارکنان کاخ‌های جوانان نام کاخ جوانان را
تغییر دادند و در حمایت از انقلاب اسلامی به رهبری خمینی «سازمان ملی امور جوانان» بیانیه صادر کردند. چندی پس از پیروزی انقلاب اسلامی کانون اسلامی جوانان وابسته به بخش فرهنگی سپاه پاسداران انقلاب اسلامی در ساختمان‌ها و مؤسسات بر جای مانده از کاخ جوانان برنامه‌های مذهبی اسلامی پیاده کرد که عمر آن نیز دیری نپایید.